# Internationale Vereinigung der Kommunistischen Opposition
Die Internationale Vereinigung der Kommunistischen Opposition (IVKO), auch Rechte Opposition, war ein internationaler Zusammenschluss kommunistischer Organisationen, der in Opposition zur stalinistisch dominierten Komintern stand und von 1930 bis 1939 bestand.
Die in der IVKO zusammengeschlossenen Organisationen bestanden in aller Regel aus vormaligen Mitgliedern der kommunistischen Parteien, welche wegen ihrer Kritik an den Ergebnissen des VI. Weltkongresses 1928 unter dem Vorwurf der „Rechtsabweichung“ und der Unterstützung der Fraktion um Nikolai Bucharin ausgeschlossen worden waren. Die IVKO verstand sich als externe Fraktion der Komintern, welche anstrebte, diese zu reformieren und in diese zurückzukehren. Neben der Rücknahme der Ausschlüsse und der Nichteinmischung in die internen Angelegenheiten wurde die Beendigung der als ultralinks angesehenen RGO-Politik und der Einschätzung sozialdemokratischer Parteien als sozialfaschistisch von der Komintern eingefordert. Im Unterschied beispielsweise zu trotzkistischen oder rätekommunistischen Gruppen enthielt sich die IVKO im Rahmen ihrer „Nichteinmischungspolitik“ bis zum Prozess gegen Bucharin 1938 weitestgehend einer Kritik an den inneren Zuständen in der Sowjetunion und der KPdSU.
Die mit Abstand stärkste Gruppe in der IVKO war der auch im Parlament (5,7 % bei den Wahlen 1932) vertretene Flügel der Sveriges Kommunistiska Parti um Nils Flyg und Karl Kilbom, auf der Ebene der Theoriebildung führend war die Kommunistische Partei-Opposition (KPO) in Deutschland um August Thalheimer und Heinrich Brandler. Weitere wichtige Gruppen waren die Independent Communist Labor League (ICLL) um Jay Lovestone in den USA und die örtlich starken, ebenfalls KPO genannten Gruppen in Schaffhausen (Schweiz) um Walther Bringolf, Aš (Tschechoslowakei) und Straßburg (Frankreich), ferner gehörte neben einer Reihe kleiner Zirkel in verschiedenen Ländern auch die Gruppe um den bekannten indischen Marxisten Manabendra Nath Roy zeitweise zur IVKO. Der Bloque Obrero y Campesino um Julián Gorkin und Joaquín Maurín in Katalonien kooperierte längere Zeit, ohne Mitglied zu sein, mit der IVKO, bis er 1935 in der POUM aufging.
1935 bestand die Vereinigung, nachdem die meisten Gruppen die IVKO Richtung Londoner Büro (mit dem die IVKO zeitweise eng kooperierte) oder Sozialdemokratie verlassen hatten, nur noch aus der unter schwierigen Bedingungen in Exil und Untergrund agierenden deutschen KPO, der US-amerikanischen ICLL und kleinen Zirkeln in Indien, der Tschechoslowakei sowie Frankreich. Nach internen Zerwürfnissen, u. a. um die Einschätzung der Sowjetunion und die Frage der Auflösung der IVKO zugunsten des Londoner Büros bestand die IVKO faktisch im Frühjahr 1939 nicht mehr.
Die IVKO gab als zentrales Organ ab 1930 die Internationalen Nachrichten der Kommunistischen Opposition  (INKOPP), später von 1936 bis 1939 das Theoriemagazin Internationaler Klassenkampf heraus.